# Leona Chalmers
Leona W. Chalmers (nascuda a principis de la dècada de 1900) era una actriu, inventora i autora nord-americana.
Fou coneguda per patentar una copa menstrual, el 1937 als Estats Units. Ja existien productes similars a aquest amb anterioritat, però Chalmers va ser la primera a patentar i comercialitzar l'invent. La copa menstrual era una alternativa al tampó o a la compresa per a dones. Després del fracàs de vendes de les copes de cautxú durant la dècada de 1930 i també a causa de l'escassetat del material causada per la Segona Guerra Mundial, Chalmers i el seu equip van crear una versió més tova de cautxú vulcanitzat. Amb l'evolució del producte, va canviar de nom i es va fer d'un sol ús.
Com a autora, Chalmers ha escrit “El Costat Íntim de la Vida d'una Dona", entre altres llibres.